# Trichoxys bilineatus
Trichoxys bilineatus là một loài bọ cánh cứng trong họ Cerambycidae.